# 1530 Rantaseppä
1530 Rantaseppä là một tiểu hành tinh vành đai chính với chu kỳ quỹ đạo là 1231.1780240 ngày (3.37 năm).
Nó được phát hiện ngày 16 tháng 9 năm 1938.